# ケニー・エドワーズ
ケネス・マイケル・エドワーズ（Kenneth Michael Edwards、1946年2月10日 - 2010年8月18日）は、アメリカのシンガーソングライター、ベーシスト、ギタリスト、マンドリン奏者およびスタジオ・ミュージシャン。
エドワーズはストーン・ポニーズおよびブリンドルの創設メンバーであり、リンダ・ロンシュタットおよびカーラ・ボノフの長年にわたる共演者だった。

## 略歴
リンダ・ロンシュタットおよびボビー・キンメルとともに1964年にストーン・ポニーズの創設メンバーだったが、5年後には音楽的な関心をカーラ・ボノフ、アンドリュー・ゴールドおよびウェンディ・ウォルドマンらとのバンド、ブリンドルに切り替えた。
1970年、ブリンドルはA&Mレコード向けにデビューアルバムを録音した。
このアルバムはレコード会社に手渡すまでにさまざまな改定が行われたが、発売には至らなかった。
その後、エドワーズはリンダ・ロンシュタットとの仕事に戻り、彼女がブレイクしたアルバム、『悪いあなた』に参加した。
行こう、エドワーズはロンシュタットとともにサイドマン、シンガー、アレンジャー、ツアー・メンバーとして長年を過ごした。
エドワーズは元ブリンドルの仲間であるボノフのソロアルバムの注目すべきプロデューサーおよびマスタリング責任者としても活動した。
エドワーズはエミルー・ハリス、スティーヴィー・ニックス、J.D.サウザー、ドン・ヘンリー、ブライアン・ウィルソン、ウォーレン・ジヴォン、アート・ガーファンクル、ヴィンス・ギル、マック・マカナリー、デヴィッド・リー・マーフィー、ジェニファー・ウォーンズ、ダニー・コーチマー、ローウェル・ジョージなどや、グレン・フィリップス、ナタリー・D-ナポレオンと言った若いアーティストたちとのスタジオセッションやライブアクトでも演奏している。
エドワーズはセルフタイトルのソロアルバムを2002年にリリースした。
晩年、エドワーズはシンガー＝ソングライターとして活動し、しばしばニーナ・ガーバー(Nina Gerber)と共演し、2009年にリリースされたセカンドアルバムのレコーディングを完了した。

## ストーン・ポニーズ
1964年、リンダ・ロンシュタットはツーソン時代からの旧友で、すでにギタリスト＝ソングライターのエドワーズとフォーク・ロックの曲を作り始めていたボビー・キンメルとバンドを組むためにロサンゼルスに引っ越した。バンドはストーン・ポニーズとして故ニック・ヴェネットによってキャピトル・レコードと契約し、1967年から68年の15ヶ月の間に『リンダ・ロンシュタット・アンド・ストーン・ポニーズ』、『エヴァ―グリーンVol.2』、『ストーン・ポニーズ&フレンズVol.3』の三枚のアルバムをリリースした。バンドはBillboard Hot 100で13位、キャッシュボックスで12位になったヒットシングル「悲しきロック・ビート」（ザ・モンキーズ加入前のマイク・ネスミスが作詞作曲）で知られている。（この曲はロサンゼルスでは1位に、デトロイトでは6位を獲得した。）この曲は未だにロンシュタットの最もよく知られた曲の一つである。3枚目のアルバムの発売前にストーン・ポニーズが解散した頃から、エドワーズは主にベーシストとして1970年代中頃から1990年代前半までロンシュタットとともにレコーディングやツアーをともにしていた。

## ブリンドル
1970年、ブリンドルはA＆Mレコードのデビューアルバムをレコーディングし、チャックプロトキンが彼の最初の主要な製作事業の1つを指揮した。このアルバムは何度かの改訂を経たが、リリースされることはなかった。カーラ・ボノフが書き、ルー・アドラーがプロデュースしたシングル "Woke Up This Morning "はこのセッションから生まれ、ささやかな成功を収めた。その後バンドは解散したが、このシングルはブリンドルの最初の結成からの唯一のリリースとなった。ウォルドマン、ボノフ、ゴールド、エドワーズは1990年代初頭に再結成する前にソロ・キャリアを確立し、セッション活動を行った。1995年には新たにレコーディングされたデビュー作をリリースし、アメリカと日本でのツアーを開始した。1996年、アンドリュー・ゴールドがバンドを脱退したが、ブリンドルは1997年までツアーを続けた。5年以上の中断の後、バンドは2002年に2回のハウス・コンサート公演のために再結成された。この2回の公演は編集され、翌年にはシングルCDとしてリリースされた。2002年の公演を最後にバンドはほとんど活動を休止している。

## ソロ
2000年初頭から死に至るまで、エドワーズは主にソロのシンガー＝ソングライターとして活動していた。この時期、エドワーズは2002年にセルフタイトルの一枚目のソロアルバムを、2009年にセカンドアルバム "Resurection Road" をリリースした。エドワーズはフォーク・アライアンスやシングス・ライク・ヘルと言ったルーツ系音楽のフェスティバルやシリーズで代表的なパフォーマンスを行った。また、カーラ・ボノフのツアーを定期的にサポートし、彼女の伴奏者としても活躍した。
エドワーズは少なくとも235曲がBMIでクレジットされている多作なソングライターだった。これらの曲の多くはNFL、NASCAR、ナショナルジオグラフィック、PGA、アニマルプラネット、CBS This Morning、The Daily Show、Dateline NBCなどのテレビ番組の付随音楽として作曲された。エドワーズの曲はニッティー・グリッティー・ダート・バンド（"Mother of Love"）、リサ・ヘイリーとザ・ザディキャッツ（"This Time Around"：ウェンディ・ウォウドマンとの共作）、ダグ・ストーン（"Small Steps"：ゲイリー・バーとの共作）、ロニー・コックス（"Silver City"：コックスおよびウォルドマンとの共作）などのミュージュシャンに録音されている。

## 死
エドワーズのWebサイトによれば、エドワーズはガンおよび血液疾患との闘病ののちに、2010年8月18日の午後5:30ごろに死去した。エドワーズは血栓性血小板減少性紫斑病と診断され、さらに前立腺癌で化学療法を受けていたと報じられていた。享年64。

## ディスコグラフィー

### ソロ・アルバム
- ケニー・エドワーズ、Kenny Edwards(2002年)
- ケニー・エドワーズ、Resurrection Road(2009年)

### 共作
- リンダ・ロンシュタット & ストーン・ポニーズ（英語版）、『リンダ・ロンシュタット・アンド・ストーン・ポニーズ（英語版）』(1967年)
- リンダ・ロンシュタット & ストーン・ポニーズ（英語版）、『エヴァ―グリーンVol.2（英語版）』(1967年)
- リンダ・ロンシュタット & ストーン・ポニーズ（英語版）、『ストーン・ポニーズ&フレンズVol.3（英語版）』(1968年)

- スティーヴ・アンブローズ(Steve Ambrose)、『ジプシー・モス』Gypsy Moth、(1972年)
- ストーン・ポニーズ（英語版）、『ストーニー・エンド』Stoney End（ベスト盤）、(1972年)
- ウェンディ・ウォルドマン、『ラヴ・ハズ・ガット・ミー』Love Has Got Me、(1973年)
- ロッド・テイラー(Rod Taylor)、『ロッド・テイラー』Rod Taylor、(1973年)
- リンダ・ロンシュタット、『悪いあなた』Heart Like A Wheel、(1974年)
- ウェンディ・ウォルドマン、『ジプシー・シンフォニー』Gypsy Symphony、(1974年)
- リタ・クーリッジ、『リタ・クーリッジ』Rita Coolidge、(1974年)
- B.W.スティーヴンソン（英語版）、『カラバサス』Calabasas、(1974年)
- リンダ・ロンシュタット、『哀しみのプリズナー』Prisoner in Disguise、(1975年)
- ウェンディ・ウォルドマン、『ウェンディ・ウォルドマン』Wendy Waldman、(1975年)
- アンドリュー・ゴールド、『アンドリュー・ゴールド』Andrew Gold、(1975年)
- リンダ・ロンシュタット、『風にさらわれた恋』Hasten Down The Wind、(1976年)
- ウェンディ・ウォルドマン、『メイン・リフレイン』The Main Refrain、(1976年)
- アンドリュー・ゴールド、What's Wrong With This Picture、(1976年)
- J.D.サウザー、『ブラック・ローズ（英語版）』Black Rose、(1976年)
- イアン・マシューズ、Go For Broke、(1976)
- リンダ・ロンシュタット、『夢はひとつだけ』Simple Dreams、(1977年)
- カーラ・ボノフ、『カーラ・ボノフ』Karla Bonoff、(1977年)
- リンダ・ロンシュタット、『ミス・アメリカ』Living in the U.S.A.、(1978年)
- ウォーレン・ジヴォン、Excitable Boy、(1978年)
- アンドリュー・ゴールド、All This And Heaven Too、(1978年)
- カーラ・ボノフ、『ささやく夜』Restless Nights、(1979年)
- J.D.サウザー、You're Only Lonely、(1979年)
- ボニー・レイット、『愛に生きる』Glow、(1979年)
- ジェニファー・ウォーンズ、Shot Through The Heart、(1979年)
- リンダ・ロンシュタット、『激愛』Mad Love、(1980年)
- リタ・クーリッジ、『ハートブレイク・ラジオ』Heartbreak Radio、(1981年)
- リンダ・ロンシュタット、『ゲット・クローサー』Get Closer、(1982年)
- カーラ・ボノフ、『麗しの女〜香りはバイオレット』Wild Heart of the Young、(1982年)
- ドン・ヘンリー、『アイ・キャント・スタンド・スティル（英語版）』I Can't Stand Still、(1982年)
- ウォーレン・ジヴォン、The Envoy、(1982年)
- スティーヴィー・ニックス、『ワイルド・ハート（英語版）』Wild Heart、(1983年)
- リンゴ・スター、『オールド・ウェイヴ（英語版）』Old Wave'、(1983年)
- スティーヴィー・ニックス、『ロック・ア・リトル（英語版）』Rock A Little、(1985年)
- リンダ・ロンシュタット/ドリー・パートン/エミルー・ハリス、『トリオ』Trio、(1987年)
- カーラ・ボノフ、『ニュー・ワールド』New World、(1988年)
- Brothers Figaro、Gypsy Beat、(1990年)
- ウィリアム・ブラザース（英語版）、Williams Brothers、(1991年)
- ワイノナ、Tell Me Why、(1993年)
- ウィリアム・ブラザース（英語版）、Harmony Hotel、(1993年)
- ヴィンス・ギル、"When Will I Be Loved" (映画8 Seconds のサウンドトラック)、(1994年)
- ブリンドル、Bryndle、(1995年)
- デヴィド・リー・マーフィー（英語版）、Out with a Bang、(1995年)
- ウォーレン・ジヴォン、I'll Sleep When I'm Dead（アンソロジー）、(1996年)
- エミルー・ハリス、Portraits、(1996年)
- J.D.サウザー、Rock and Roll Doctor: Lowell George Tribute、(1997年)
- ブリンドル、House of Silence、(2001年)
- ドロシー・モスコウィッツ（英語版）、Do You Follow Me? (2004年)
- Antara & Delilah、Red Barn Sessions (2007)
- ナタリー・D-ナポレオン（英語版）、Here in California、(2009年)
- ディック・アンネガルン（英語版）、Folk Talk (2011)
- ナタリー・D-ナポレオン（英語版）、Leaving Me Dry、(2012年)